# Antoni Kies Muñoz
Antoni Kies Muñoz   (Palma, 10 de desembre de 1839 - Reus, 16 de juliol de 1918) va ser un advocat i polític català.

## Biografia
De la nissaga dels Kies, va néixer a Palma el 10 de desembre de 1839, on segurament el seu pare, Antoni Kies Serenyana, que era militar, hi tenia la destinació. El 1850 va començar estudis de segon ensenyament al Seminari Tridentí de Tarragona, on estava intern i on va cursar dos anys de llatí i humanitats. Després va estudiar a l'Institut provincial i el 1856, a Barcelona, va obtenir el grau de batxiller a la Facultat de Filosofia. Va iniciar estudis de dret a la Universitat Literària de Barcelona i el 1860 es va traslladar a Madrid on va obtenir el títol de Llicenciat en Dret Civil i Canònic.
El desembre de 1863 es va casar a Vila-seca amb Adelaida Álvarez Pons, i el 1868 va ser secretari de l'Ajuntament de Tortosa, i més endavant alcalde d'aquella ciutat (1898). Entre els anys 1871 i 1872 va ser president de la Diputació de Tarragona. El 1873 va ser elegit diputat a les Corts Espanyoles pel districte de Roquetes, en unes eleccions on e van produir greus incidents, ja que els representats del govern volien controlar els resultats. Els diputats Pere Bové, Manuel Bes, Josep Güell i Mercader i ntoni Kies van ser detinguts per ordre del jutge de Reus. A Kies el van acusar de signar un escrit que els diaris relacionaven amb assumptes electorals.
El 12 de febrer de 1873, l'endemà de la proclamació de la Primera República, va ocupar el càrrec de governador civil interí de Tarragona, fins que el 21 de febrer la Gaceta de Madrid va nomenar Luis Maria Lasala per aquest càrrec.
Cap a la fi del 1877 es va retirar de la política, i va tornar a Tortosa on va obrir un bufet d'advocat. Passava els estius al castell de Vila-seca. El 1884 va anar a viure a Tarragona per exercir allà d'advocat. L'any següent, amb el catedràtic de l'Institut de Tarragona, Manuel Salavera, republicà com ell, va fundar el diari possibilista El Gubernamental, que va durar fins a la seva fusió amb El Orden el 1887. Entre 1905 i 1907 va ser jutge municipal a L'Ametlla de Mar, i el 1909 va renunciar al càrrec i va anar a viure a Reus. Va morir en aquella ciutat el 16 de juliol de 1918.
Antoni Kies va ser l'últim propietari de la seva nissaga del castell de Vila-seca, ja que l'any 1899 va vendre la finca a Isidre de Sicart i de Torrents. El castell i la finca, anomenada la «hacienda del Castell» ocupaven aproximadament trenta-dos jornals estadístics, (segons el TERMCAT és la denominació actual de la cana de rei, una mesura pròpia del Camp de Tarragona i del Priorat i la Conca de Barberà, equivalent a uns 6.000 metres quadrats) o sigui dinou hectàrees, cinquanta tres àrees i dinou centiàrees. Tenia un perímetre molt irregular.